# かとりこのみ
かとり このみ（1980年5月22日 - ）は、日本のAV女優。

## 略歴
東京都出身。2000年、『Premium』でAVデビュー。

## 出演作品
- Premium（2000年8月31日、トライハート）[1][2]
- too sexy（2000年9月29日、トライハート）[1][2]
- プリティワイフ13（2000年10月20日、トライハート）[1][2]
- Beajean12（2001年5月23日、桃太郎映像出版）
- 黒澤あらら式ドリームシャワー（2001年7月6日、ワープエンタテインメント）[2]
- CHER BEST SELECTION 5（2001年9月7日、エッチアールシー）他出演:金沢文子、清水かおり、里美由梨香、麻倉かほり
- SexiA Vibration（2001年11月22日、トライハート）[1][2]
- ぐっしょり濡れた、巨乳妻（2001年11月22日、h.m.p）[2]
- 野獣SEX（2001年12月22日、h.m.p）[2]
- スチュワーデスレイプ 同時多穴ジャック（2002年1月10日、アタッカーズ）[2][3]
- コスプレックス（2002年2月1日、桃太郎映像出版）
- Miss ザーメン（2002年3月13日、ドリームチケット）他出演:叶麗美、星崎未来
- PET*S（2002年4月10日、ドリームチケット）他出演:梶田さくら、朝倉まりあ
- THE BEST 濃縮ザーメン淫舌発射 REMIX（2002年4月17日、ワープエンタテインメント）他多数出演
- インテリズムGlasses（2002年5月2日、ドリームチケット）他出演:叶結香里、末永亜美
- エロ まんま（2002年5月21日、ビデオバンク）他出演:桜ことみ、宝生奈々、天宮かのん
- BEST HIT 2002年 ドリームチケット 上半期総集編（2002年7月10日、ドリームチケット）他多数出演
- 夏祭り!ゆかた美人大集合 2（2002年8月10日、桃太郎映像）他出演:篠原夕貴、倉木アン、松島美織、秋吉里香
- セクシア ミルク（2002年9月27日、トライハート）他14名出演
- THE BEST SELECTION OF BEJEAN VOL.5 [2001春～夏]（2002年11月1日、桃太郎映像）他9名出演
- THE BEST スクールガールコレクション 2（2002年11月20日、ワープエンタテインメント）他多数出演
- THE BEST SEMEN PARADISE 美女12人とザーメンパラダイス（2002年11月19日、ワープエンタテインメント）他11名出演
- レイプで濡れた女たち DVD（2003年1月21日、ビデオバンク）他出演:安倍なつき、宮澤ゆうな、森野いずみ、深芳野、神谷麗子
- 看護してあげる ～ワープクリニックナース15人の治療カルテ～（2003年1月23日、ワープエンタテインメント）他14名出演
- ザ 騎乗Bomb 4時間（2003年5月2日、ビデオバンク）他多数出演
- THE BEST BUST×BUST×BUST 完全巨乳限定3（2003年6月18日、ワープエンタテインメント）他多数出演
- 桃太郎 THE BEST 5 COSPLE（2003年6月27日、桃太郎映像）他多数出演
- ビージーン Best Selection 3枚組（2003年11月7日、桃太郎映像）他多数出演
- 死夜悪アンソロジー6（2003年11月8日、アタッカーズ）他多数出演
- セレブ女子校生アイドル29人（2003年11月21日、イエローボックス）他28名出演
- あのAV女優のデビュー作（2007年4月13日、ネオアトラス）他出演:桜菜々、折原栞、佐々木空
- プリティワイフ（2007年5月13日、ネオアトラス）他出演:高岡初美、倉田和来